# Elephantomyia insolita
Elephantomyia insolita är en tvåvingeart som beskrevs av Alexander 1940. Elephantomyia insolita ingår i släktet Elephantomyia och familjen småharkrankar. Inga underarter finns listade i Catalogue of Life.